# 스포왕 고영배
《스포왕 고영배》는 대한민국의 방송사 문화방송의 라디오 채널 MBC FM4U에서 일요일 밤 12시부터 새벽 2시까지 방송되는 오락 전문 라디오 프로그램이다. 단, 이 프로그램은 모두 전국방송이다.

## DJ
- 가수 고영배 (남)

## 역대 방송시간
| 방송 채널 | 방송 기간                         | 방송 시간                    |
| --------- | --------------------------------- | ---------------------------- |
| MBC FM4U  | 2021년 11월 7일 ~ 2023년 4월 30일 | 일요일 새벽 1:00 ~ 새벽 2:00 |
| MBC FM4U  | 2023년 5월 7일 ~ 2023년 11월 19일 | 일요일 밤 10:00 ~ 밤 12:00   |
| MBC FM4U  | 2023년 11월 26일 ~ 현재           | 일요일 밤 12:00 ~ 새벽 2:00  |